# Portes de l'Enfer
Pour les articles homonymes, voir Porte de l'Enfer.
Les Portes de l'Enfer - une gorge de la rivière  Lualaba (partie supérieure du Congo ) à travers les rochers de grès en contrebas de la ville de Kongolo, dans l'est de la République démocratique du Congo ( province du Tanganyika ).
Le lit de la rivière se rétrécit ici considérablement et le courant s'accélère rapidement, rendant la navigation impossible dans cette section. Il existe également de nombreux rapides et cascades tout au long de la section du Lualaba entre les villes de Kongolo et Kindu
Ferdinand Goffart décrit cette région en ces termes :« Au delà de la Lukaga, la vallée se resserre et le fleuve, après avoir formé deux nouvelles expansions, s'engage vers Kongolo dans la gorge rocheuse, large d'une cinquantaine de mètres, des Portes d'enfer. Au delà de cette passe il traverse une région de cinq groupes de rapides infranchissables. Après avoir reçu la Luama à droite, sa vallée s'élargit à nouveau et le fleuve s'épanche, encombré d'îles, dans un pays de collines où il arrose Kasongo et Nyangwe et forme les chutes de Nyangwe et de Shambo. »